# Baryceros audax
Baryceros audax là một loài tò vò trong họ Ichneumonidae.